# Флауэрс, Тим
Ти́моти Дэ́вид (Тим) Фла́уэрс (англ. Timothy David 'Tim' Flowers; род. 3 февраля 1967 года, Кенилуэрт, Уорикшир, Англия) — английский футболист, вратарь и футбольный тренер.

## Карьера

### Клубная
Профессиональную карьеру Флауэрс начал в клубе «Вулверхэмптон Уондерерс», где сразу стал основным вратарём, но дела «Вулверхэмптона» тогда складывались неважно, клуб опустился в четвёртый дивизион и был на грани банкротства, вследствие чего Флауэрс был продан в «Саутгемптон». В «Саутгемптоне» он первоначально был дублёром Питера Шилтона, но после его ухода в «Дерби Каунти» стал основным вратарём и приобрёл репутацию одного из сильнейших вратарей Англии. В 1993 году Флауэрс перешёл в «Блэкберн Роверс», один из сильнейших английских клубов тех лет, за рекордную для вратаря сумму в £2,4 млн. Проведя в Блэкберне шесть лет и став в его составе чемпионом Англии, Флауэрс пошёл на понижение в «Лестер Сити», а в 2003 году завершил карьеру.

### В сборной
В составе национальной сборной с 1993 по 1998 годы Тим Флауэрс провёл 11 матчей. Флауэрс был в составе сборной Англии на ЧЕ-1996 и ЧМ-1998.

## Достижения
- Финалист Кубка полноправных членов: 1992
- Чемпион Англии: 1994/95
- Обладатель Кубка Футбольной лиги: 2000